# En Avant Estuaire FC
El En Avant Estuaire Football Club és un club gabonès de futbol de la ciutat de Libreville.
El club s'anomenà Delta Sports fins a l'any 2003 en què fou adquirit per la Société Gabonaise des Télécommunications (Gabon Télécom) esdevenint Delta Telstar Gabon Téléstar FC. El 2009 adoptà el nom actual.

## Palmarès
- Copa gabonesa de futbol: [4]
  - 1992, 2006

- Copa de clubs de la UNIFFAC: 
  - 2005